# 흥미

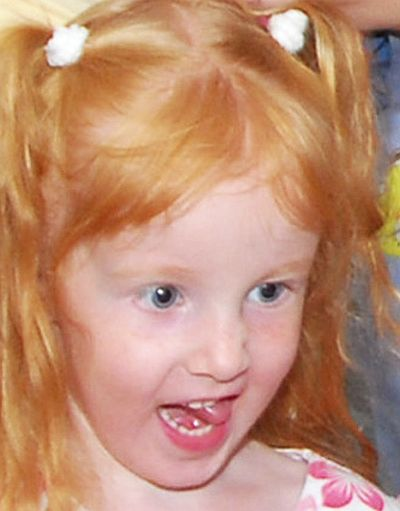
강렬한 흥미를 보이는 얼굴 표정. 턱을 아래로 떨어트리고 혀를 위 바깥쪽으로 올리고 눈동자가 팽창되어 있다.

흥미(興味)는 물체, 사건, 과정 등에 이끌리는 정서나 감정으로, 어떤 것에 대하여 관심을 가지게 되는 것을 말한다. 흥미가 있는 것을 직업이나 취미로 가지게 된다면 삶의 만족도가 올라간다. 현대에서 이야기되는 심리학적 흥미의 경우, 호기심, 그리고 훨씬 더 적은 수준의 놀라움과 같은 기타 더 심리학적인 용어를 아우를 수 있는 포괄적인 개념으로 사용된다.
흥미로 인해 발생하는 저만의 표정이 있으며 그 중 가장 눈에 띄는 요소는 동공확대이다.

## 컴퓨터 지원 통신 및 B-C 인터페이스 응용
2016년에는 완전히 새로운 통신 장치와 뇌-컴퓨터 인터페이스가 공개되었는데, 이는 이전 장치와 마찬가지로 시각적 고정이나 눈 움직임이 전혀 필요하지 않았다. 대신, 장치는 가상 키보드에서 선택한 문자에 대한 시선 고정 이외의 다른 지표를 평가하여 더 많은 은밀한 관심을 평가한다. 각 문자에는 서로 다른 시간 전환에서 밝기가 미세하게 진동하는 자체 원이 있다. 여기서 문자 선택의 결정은 첫 번째 의도하지 않은 동공 크기 진동 패턴과 두 번째 사이에 가장 잘 맞는 것을 기반으로 한다.

## 성적 관심도 측정
사회 과학 측정 방법론에서는 (성적) 관심의 강도를 측정해야 할 때 학생 크기의 변화가 더 약함에도 불구하고 여전히 일관되게 성적 관심 지향에 대한 자체 보고 측정과 같은 다른 측정값과의 상관관계가 있다.

## 같이 보기
- 호기심
- 황홀감[5]
- 놀라움
- 매력